# Jochen Reidegeld
Jochen Reidegeld (* 18. Januar 1969 in Greven) ist ein deutscher römisch-katholischer Geistlicher.

## Werdegang
Reidegeld kam nach der Priesterweihe 1996 als Kaplan nach St. Vitus in Olfen und 2000 nach St. Laurentius in Senden. Neben seiner seelsorgerischen Tätigkeit war er dort auch Trainer beim VfL Senden. Nach einem Urlaub auf Sri Lanka, bei dem man ihm Minderjährige für sexuelle Dienstleistungen anbot, gründete er 1999 den Verein roterkeil.net. Das Netzwerk besteht aus einer Vielzahl von Menschen, die gegen den organisierten Kindesmissbrauch arbeiten.
Im Jahre 2008 promovierte Reidegeld an der Universität Münster. Von 2010 bis 2020 war er stellvertretender Generalvikar des Bistums Münster, von 2010 bis 2013 war er zudem Diözesanbeauftragter für den öffentlich-rechtlichen Rundfunk.
2020–2022 war Reidegeld leitender Pfarrer in der Pfarrgemeinde St. Nikomedes in Steinfurt.
Im Februar 2022 gab er die Leitung der Pastoral der Pfarrei an ein Laiengremium ab, ein in der katholischen Kirche bisher einmaliger Vorgang.
Reidegeld ist 1. Vorsteher der Stiftung Collegium Johanneum, die auf Schloss Loburg ein katholisches Internat für Jungen und Mädchen betreibt.

## Ehrungen
- 2013: Verdienstkreuz am Bande der Bundesrepublik Deutschland[6]